# Нуркина, Айгуль Кабдушевна
Айгуль Кабдушевна Нуркина (род. 21 февраля 1966, Павлодар) — казахстанский политический деятель. Депутат Мажилиса Парламента Казахстана (2012—2023) от партии «Нур Отан».

## Биография
Родилась в Павлодаре. Отец — участник Великой Отвеченной войны, состоял на партийной работе в КПСС. Мать — заслуженный учитель Казахской ССР.
В 1987 году Айгуль окончила Карагандинский государственный университет по специальности «юрист». Начала трудовую деятельность инструктором отдела социального обеспечения. Работала в павлодарском филиале Казахского института правоведения и международных отношений. С 2001 по 2004 год возглавляла общественный фонд «Зангер».
С 2004 по 2006 год являлась секретарь павлодарского отчленения партии «Асар». В сентябре 2006 году назначена первым заместителем председателя павлодарского областного отделения партии «Нур Отан».
Трижды избиралась депутатом казахстанского парламента (2012, 2016, 2021) от правящей партии «Нур Отан».
Член Ассоциации деловых женщин Павлодара, член клуба женщин-политиков.

## Награды
- Медаль «За трудовое отличие» (2007)[4]
- Орден «Курмет»[3]
- Медаль «20 лет независимости Республики Казахстан»[3]
- Медаль «10 лет Астане»[3]
- Медаль «25 лет независимости Республики Казахстан»[3]
- Памятный знак «МПА СНГ. 25 лет» (27 марта 2017 года, Межпарламентская ассамблея СНГ) — за содействие в деятельности Межпарламентской Ассамблеи и её органов[5]
- Почётная грамота Совета МПА СНГ (26 ноября 2015 года, Межпарламентская ассамблея СНГ) — за активное участие в деятельности Межпарламентской Ассамблеи и её органов, вклад в укрепление дружбы между народами государств — участников Содружества Независимых Государств[6]